# 通用電氣F414
通用電氣F414渦輪扇發動機是奇異航空的一款有後燃器的渦輪扇發動機。F414引擎是以F404引擎為基礎及其衍生版無後燃器的F412引擎所改良而來。

## 採用的飛機
- F/A-18E/F
- EA-18G咆哮者電子作戰機
- JAS 39E/F
- KF-21戰鬥機
- 洛克希德·馬丁X-59 QueSST
- 光輝 Mk2（英语：Tejas Mk2）
- TEDBF（英语：HAL TEDBF）
- AMCA

## 參數（F414-GE-400）
数据来源： GE Aviation and Deagal.com

### 概况
- 类型： 帶後燃器渦輪扇發動機
- 长度： 154英寸（391 cm）
- 直径： 35英寸（89 cm）
- 淨重： 2,445磅（1,110） max weight

### 组件
- 压缩机： 軸流式，3級扇葉（fan）和7個壓縮段（compressor stages）
- 燃烧室： 環狀燃燒室（Annular）
- 涡轮： 单级高压、单级低压

### 性能
- 最大推力： 

  - 13,000 lbf（57.8 kN） military thrust
  - 22,000 lbf（97.9 kN） with afterburner
- 总压比： 30:1
- 推重比： 9:1

## 參數（F414-GE-EPE）
總體特性
- 類型：後燃器渦扇
- 長度：391公分
- 直徑：89公分
- 淨重：1,110公斤

部件
- 壓縮器：3葉，7級高壓壓縮器
- 燃燒室：環形
- 渦輪：1低壓，1高壓

性能
- 後燃推力：120kN
- 總體壓縮比：30:1
- 推重比：11

#### 相關開發
- F404

#### 相似引擎
- 渦扇-19
- Eurojet EJ200（英语：Eurojet EJ200）

## 外部連結
- GEAE F414/F414M page
- F414 page on GlobalSecurity.org（页面存档备份，存于）